# Gianluigi Donnarumma
Gianluigi Donnarumma (25. února 1999 Castellammare di Stabia, Itálie) je italský fotbalový brankář, který naposledy chytál za francouzský klub PSG a za italský národní tým.
Jeho starším bratrem je Antonio Donnarumma, rovněž fotbalový brankář.

## Kariéra

### Klubová

#### Milán
Vyrostl ve fotbalové škole Club Neapol v rodném městě Castellammare di Stabia. V roce 2013, ve věku 14 let, jej za 250 000 Euro koupil Milán, jemuž vždy fandil a v jehož mládežnickém týmu byl jeho bratr Antonio. V mládežnických sekcích vždy chytal se staršími než on.
V sezóně 2014/15 se poprvé připojil k prvnímu týmu, který trénoval Filippo Inzaghi, díky výjimce od federace, protože měl pouhých 15 let a 11 měsíců. Jakmile mu bylo 16 let, podepsal svou první profesionální smlouvu s klubem Rossoneri.
Následující léto byl trenérem Mihajlovićem trvale povýšen do prvního týmu a sezónu 2015/16 zahájil jako třetí brankář, za Diegem Lópezem a Abbiatim. Díky pozitivní předsezónní sezóně, brzy vystoupal v hierarchii a 25. října 2015 debutoval v domácím utkání 2:1 proti Sassuolu. Ve věku 16 let a 8 měsíců je druhým nejmladším brankářem Rossoneri, který debutoval v lize. Dne 31. ledna 2016 nastoupil do derby, kde Rossoneri vyhráli nad Nerazzurri 3:0 a stal se tak nejmladším startujícím v milánském derby. V sezoně inkasoval 29 branek z 30 utkání.
V sezoně 2016/17 odehrál první finále, když o domácí superpohár porazil Juventus 1:0. V lize odchytal všech 38 utkání a pomohl obsadit 6. místo a tím zajistil účast v předkole EL.
Dne 27. července 2017 debutoval v evropských pohárech. V lize 30. prosince se v zápase proti Fiorentině stal nejmladším hráčem v historii Milána, který dosáhl 100 zápasů. a 15. dubna 2018 v zápase proti Neapoli, se stal se nejmladším hráčem, který kdy odehrál 100 zápasů v Serii A. Podruhé po sobě nastoupil do všech utkání v lize. Dne 9. května hrál ve finále italského poháru. Jenže prohra 0:4 nad Juventusem byla krutá.
Po překonání tohoto klopýtnutí se v sezóně 2018/19 potvrdil roli brankářské jedničky i když přišel Pepe Reina. Právě Reina odchytal všechny zápasy EL. V lednu 2019 nastoupil opět do finále domácího superpoháru, kde opět hrál Juventusem, ale prohrál 0:1.
Dne 21. července 2020 dosáhl 200 oficiálních zápasů za Rossoneri, v zápase proti Sassuolu. O tři dny později, v dalším domácím kole Serie A proti Atalantě, které skončilo 1:1, nastoupil poprvé na hřiště od 1. minuty s kapitánskou páskou.
V milánském derby proti Interu ve 23. kole dne 21. února 2021 se stal ve 21 letech a 361 dnech, nejmladším hráčem Serie A se 200 zápasy v lize a překonal tak rekord držený Buffonem, který na tuto porci zápasů potřeboval o dva roky více. V derby však nezabránil prohře 0:3, tudíž Milán ztratil první příčku právě na úkor svého rivala. V sezoně se klubu jemu i klubu dařilo. Opět klub po 10 letech bojoval o titul, které nakonec skončilo 2. místem. Jemu se podařilo vyhrát anketu o nejlepšího brankáře ligy. Jenže jeho kariéra u Rossoneri končila. Rozhodl se totiž že smlouvu neprodlouží a odejde zadarmo. To se velmi nelíbilo fanouškům týmu. Způsoby rozloučení – ani ne tak rozhodnutí odejít z Milána, ale a priorita neprodloužit smlouvu, čímž klub připraví o jistý zdroj příjmů pro jeho přestup. V očích fanoušků si je definitivně znepřátelí v následujících letech a od té doby byl vždy silně napadán pokaždé, když se ocitl na hřišti San Sira a to jako soupeře na klubové úrovni i v národním týmu.

#### PSG
Dne 14. července 2021 podepsal pětiletou smlouvu s francouzským klubem PSG. První utkání odchytal 11. září proti Clermont Foot (4:0). Také debutoval v LM a to 28. září proti Manchester City (2:0). V týmu nebyl moc spokojený, protože přednost dostával Keylor Navas. Dne 29. listopadu 2021 byl oceněn Jašinovou trofejí pro nejlepšího brankáře na světě ve druhém ročníku udělování tohoto ocenění. Sezonu zakončil titulem v lize.
V létě 2022 přišel nový trenér Christophe Galtier a jeho zařadil do brankářské pozice jedna. Sezonu opět zakončil titulem v lize. V následující sezoně opět přišel nový trenér. Tím se stal Španěl Luis Enrique. V LM postoupil do semifinále, kde jej vyřadil Dortmund (celkem 0:2). Titul v lize vyhrál potřetí za sebou a k tomu i domácí pohár a superpohár.
13.srpna 2025 oznámil svůj konec v týmu PSG

### Reprezentační
Reprezentoval Itálii v mládežnických kategoriích U15, U16, U17 a U21.
Dne 27. srpna 2016 byl trenérem Venturou poprvé povolán do seniorského národního týmu na přátelské utkání s Francií. Svůj debut si odbyl 1. září 2016, když nastoupil za Buffona ve 46. minutě během přátelské porážky 1:3 proti Francií. Nastoupil na hřiště ve věku 17 letech a 189 dnech a stal se nejmladším brankářem, který měl na sobě reprezentační dres, čímž po 104 letech překonal rekord Campelliho. Dne 28. března 2017 nastoupil do přátelského utkání, které vyhrálo 2:1 proti Nizozemsku a stal se tak nejmladším italským brankářem, který se objevil na hřišti od 1. minuty.
Poté, co se nepodařilo dostat do závěrečné fáze MS, což znamenal konec vedení Ventury. Také nový trenér Roberto Mancini na něj spoléhal. V červnu 2021 byl nominován na ME 2020, kde odchytal všechny zápasy a byl hlavním hráčem, který přispěl k výhře na šampionátu. V semifinále proti Španělsku, po remíze 1:1 po prodloužení chytil v penaltovém rozstřelu penaltu Álvara Moraty, díky čemuž postoupili do finále turnaje. Dne 11. července odehrál celé finálové utkání proti Anglii na stadionu ve Wembley. Po remíze 1:1 po prodloužení, chytil během penaltového rozstřelu penalty Jadona Sancha a Bukaya Saky, a pomohl tak k turnajovému vítězství Itálie poprvé od roku 1968. Za své výkony v průběhu turnaje, včetně udržení tří čistých kont, provedení devíti zákroků a inkasování pouze čtyř branek v sedmi zápasech, byl jmenován hráčem turnaje podle UEFA (cenu získal jako historicky první brankář). Byl vyhlášen nejlepším hráčem na turnaji.
Následující podzim byl povolán do závěrečné fáze LN UEFA, kde obsadil bronzovou příčku. Ve věku 22 let, 7 měsíců a 15 dní poprvé nastoupil na hřiště s kapitánskou páskou, jako nejmladší v seniorské reprezentaci od roku 1965. Kvalifikace na MS 2022 dopadla opět špatně, protože Azzurri neprošlo přes baráž.
V červnu 2023 byl mezi hráči povolanými do závěrečné fáze LN UEFA, kde opět obsadil bronzovou příčku. S příchodem Spallettiho na lavičku Azzurri byl nominován na ME 2024, kdy byl vařazen v osmifinále.

## Statistika

### Klubová
| Sezóna          | Klub            | Liga            | Liga   | Liga      | Ligové poháry | Ligové poháry | Ligové poháry | Kontinentální poháry | Kontinentální poháry | Kontinentální poháry | Celkem | Celkem    |
| Sezóna          | Klub            | Soutěž          | Zápasy | Obd. góly | Soutěž        | Zápasy        | Obd. góly     | Soutěž               | Zápasy               | Obd. góly            | Zápasy | Obd. góly |
| --------------- | --------------- | --------------- | ------ | --------- | ------------- | ------------- | ------------- | -------------------- | -------------------- | -------------------- | ------ | --------- |
| 2015/16         | Milán           | Serie A         | 30     | 29        | IP            | 1             | 1             | -                    | 0                    | 0                    | 31     | 30        |
| 2016/17         | Milán           | Serie A         | 38     | 45        | IP+IS         | 2+1           | 3+1           | -                    | 0                    | 0                    | 41     | 49        |
| 2017/18         | Milán           | Serie A         | 38     | 42        | IP            | 4             | 4             | EL                   | 11                   | 9                    | 53     | 55        |
| 2018/19         | Milán           | Serie A         | 36     | 31        | IP+IS         | 2+1           | 0+1           | EL                   | 0                    | 0                    | 39     | 32        |
| 2019/20         | Milán           | Serie A         | 36     | 42        | IP            | 3             | 3             | -                    | 0                    | 0                    | 39     | 45        |
| 2020/21         | Milán           | Serie A         | 37     | 38        | IP            | 0             | 0             | EL                   | 11                   | 16                   | 48     | 54        |
| Celkem za Milán | Celkem za Milán | Celkem za Milán | 215    | 227       | -             | 14            | 13            | -                    | 22                   | 25                   | 251    | 265       |
| 2021/22         | PSG             | Ligue 1         | 17     | 17        | FP            | 2             | 0             | LM                   | 5                    | 6                    | 24     | 23        |
| 2022/23         | PSG             | Ligue 1         | 38     | 40        | FP+FS         | 1+1           | 2+0           | LM                   | 8                    | 10                   | 48     | 52        |
| 2023/24         | PSG             | Ligue 1         | 25     | 20        | FP+FS         | 4+1           | 3+0           | LM                   | 12                   | 15                   | 41     | 37        |
| 2024/25         | PSG             | Ligue 1         | 24     | 25        | FP+FS         | 0+1           | 0             | LM                   | 14                   | 14                   | 39     | 39        |
| Celkem za PSG   | Celkem za PSG   | Celkem za PSG   | 104    | 102       | -             | 10            | 5             | -                    | 39                   | 46                   | 153    | 152       |
| Celkově         | Celkově         | Celkově         | 319    | 329       | -             | 24            | 18            | -                    | 61                   | 71                   | 404    | 417       |

### Reprezentační

#### Statistika na velkých turnajích
| Reprezentace | Rok     | Zápasy             | Zápasy | Zápasy     | Zápasy           | Zápasy           | Zápasy            |
| Reprezentace | Rok     | Fáze turnaje       | Datum  | Soupeř     | Odehraných minut | Vstřelené branky | Výsledek          |
| ------------ | ------- | ------------------ | ------ | ---------- | ---------------- | ---------------- | ----------------- |
| Itálie       | ME 2020 | 1 zápas ve skupině | 11. 6. | Turecko    | 90               | 0                | 3:0               |
| Itálie       | ME 2020 | 2 zápas ve skupině | 16. 6. | Švýcarsko  | 90               | 0                | 3:0               |
| Itálie       | ME 2020 | 3 zápas ve skupině | 20. 6. | Wales      | 89               | 0                | 1:0               |
| Itálie       | ME 2020 | Osmifinále         | 26. 6. | Rakousko   | 120              | 0                | 2:1 v prodl.      |
| Itálie       | ME 2020 | Čtvrtfinále        | 2. 7.  | Belgie     | 90               | 0                | 2:0               |
| Itálie       | ME 2020 | Semifinále         | 6. 7.  | Španělsko  | 120              | 0                | 1:1 (4:2 na pen.) |
| Itálie       | ME 2020 | Finále             | 11. 7. | Anglie     | 120              | 0                | 1:1 (3:2 na pen.) |
| Itálie       | ME 2024 | 1 zápas ve skupině | 15. 6. | Albánie    | 90               | 0                | 2:1               |
| Itálie       | ME 2024 | 2 zápas ve skupině | 20. 6. | Španělsko  | 90               | 0                | 0:1               |
| Itálie       | ME 2024 | 3 zápas ve skupině | 24. 6. | Chorvatsko | 90               | 0                | 1:1               |
| Itálie       | ME 2024 | Osmifinále         | 29. 6. | Švýcarsko  | 90               | 0                | 0:2               |

## Úspěchy

### Klubové

#### Národní
- vítěz francouzské ligy (4x)

PSG: 2021/22, 2022/23, 2023/24, 2024/25
- vítěz francouzského poháru (2x)

PSG: 2023/24, 2024/25
- vítěz francouzského ligového poháru (1x)

PSG: 2017/18
- vítěz italského superpoháru (1x)

Milán: 2016
- vítěz francouzského superpoháru (3x)

PSG: 2022, 2023,  2024

#### Kontinentální
- vítěz ligy mistrů UEFA (1x)

PSG: 2024/25

### Reprezentační
- 2× na ME (2020 – zlato, 2024)
- 2x na LN UEFA (2021 – bronz, 2023 – bronz)
- 1× na ME 21 (2017 – bronz)

### Individuální
- Tým roku Serie A – 2019/20[35]
- Světová jedenáctka FIFA FIFPro – 2021[36]
- Jašinova trofej – 2021[18]
- Tým roku LM (2024/25)

### Vyznamenání
Řád zásluh o Italskou republiku (16. 7. 2021) z podnětu Prezidenta Itálie 